# Ветошников, Михаил Николаевич
Михаил Николаевич Ветошников (1750—1791) — академик архитектуры, главный архитектор адмиралтейства в Кронштадте.

## Биография
Родился в купеческой семье в Москве, по сообщению Половцова, 12 (23) июня 1750 года (по сообщению «Петербургского некрополя», родился в 1751 году и «жил 41 г. 19 д.», что даёт дату рождения 13 июля 1750 года, а «Юбилейный справочник Императорской Академии художеств» называет годом рождения 1747-й).
В 1762 году вместе со старшим братом Иваном Николаевичем (1746 — после 1808) начал учиться архитектуре в Императорской Академии художеств в Санкт-Петербурге. В 1770 году, получив 2-ю золотую медаль и аттестат 1-й степени, вместе с Сердюковым, Hееловым и Мелентьевым, был отправлен пенсионером в заграничную командировку в Рим.
После возвращения в Россию, в 1775 году Ветошников получил заказ на проектирование Херсонской крепости. В 1776 году получил звание «назначенного в академики». Через три года проект был готов и 8 сентября 1778 года начались работы по возведению крепости, которые продолжались до 1792 года. По-видимому, за этот проект Ветошников был удостоен звания полковника.
В 1780-х годах он завершал строительство складов Новой Голландии на набережной Мойки, 103.
В октябре 1781 года женился на купеческой дочке Татьяне Александровне Березиной (1760—1811), портрет которой был исполнен художником И. П. Аргуновым 14 марта 1786 года; парный портрет самого Михаила Николаевича был окончен 28 апреля 1787 года.
После произошедшего 13 мая 1783 года сильного пожара в здании Петербургского адмиралтейства, вышел указ Екатерины II от 28 мая 1783 года о переводе Адмиралтейства в Кронштадт. В мае 1784 года М. Н. Ветошников был прикомандирован к Комиссии адмиралтейского строения в Кронштадте во главе с адмиралом Самуилом Грейгом. По указу Екатерины II от 28 января 1785 года был принят проект адмиралтейства. М. Н. Ветошников был автором архитектурных проектов почти всех зданий Адмиралтейства: офицерские и служительские флигели, три мастерские канатно-прядильного завода со смольней и пеньковым сараем, неосуществленный проект госпиталя и другие.
Умер 31 июля (11 августа) 1791 года. Похоронен на Лазаревском кладбище Александро-Невской лавры; имел орден Св. Владимира 4-й степени.
После смерти М. Н. Ветошникова строительство в Кронштадтском адмиралтействе было поручено В. И. Баженову.